# 탑뿟군

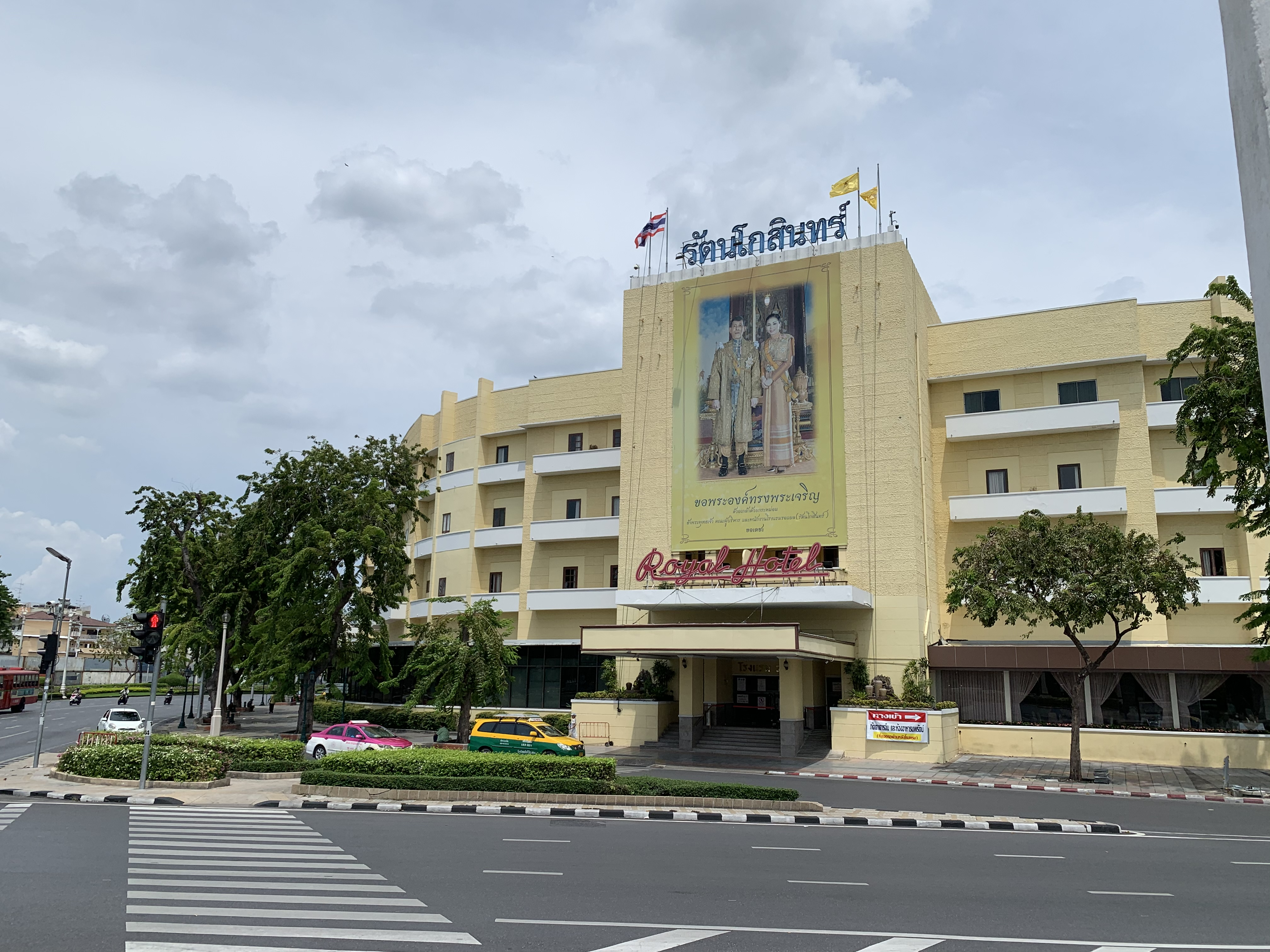

탑뿟군은 팡응아주의 행정 구역이다. 이 지역의 총 인구 수는 6년 기준으로 24046명이다. 인구 밀도는 88.3km2이다.

## 행정 구역
| 번호 | 지명           | 태국어 지명 | 빌리지 | 인구  |  |
| 1.   | Thap Put       | ทับปุด        | 6      | 4,917 |  |
| 2.   | Marui          | มะรุ่ย        | 7      | 5,514 |  |
| 3.   | Bo Saen        | บ่อแสน       | 8      | 6,629 |  |
| 4.   | Tham Thonglang | ถ้ำทองหลาง   | 4      | 1,618 |  |
| 5.   | Khok Charoen   | โคกเจริญ     | 8      | 3,338 |  |
| 6.   | Bang Riang     | บางเหรียง    | 5      | 2,030 |  |

|  | 이 글은 지리에 관한 토막글입니다. 여러분의 지식으로 알차게 문서를 완성해 갑시다. |